# Jarzębina (Poméranie)
Pour les articles homonymes, voir Jarzębina.
Jarzębina est une localité polonaise de la gmina rurale de Ryjewo située dans le powiat de Kwidzyn en voïvodie de Poméranie. Elle se trouve à environ 13 km au nord de Kwidzyn et 62 km au sud de la capitale régionale Gdańsk.

## Géographie

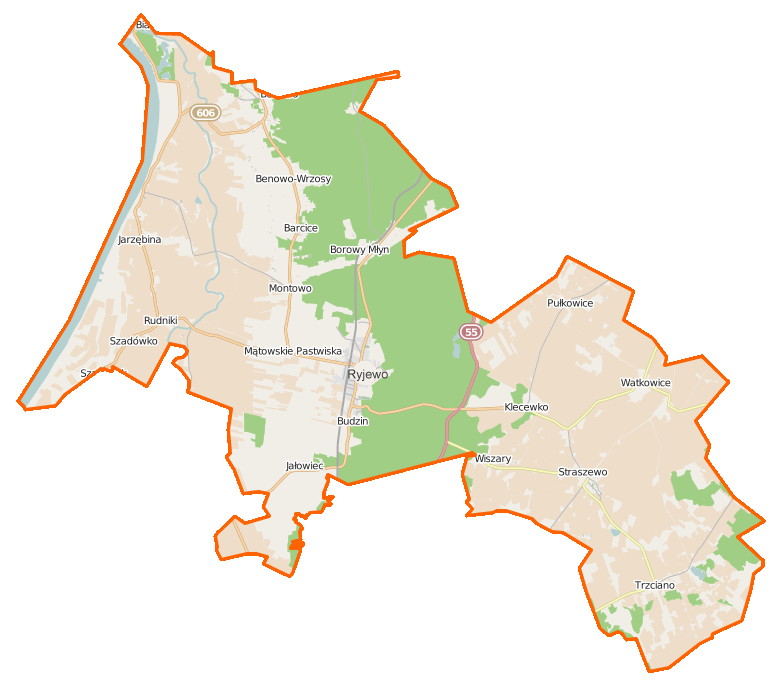
Carte de la gmina de Ryjewo.